# Lũng Phìn
Lũng Phìn là một xã thuộc tỉnh Tuyên Quang, Việt Nam.

## Địa lý
Xã Lũng Phìn nằm ở phía nam của huyện Đồng Văn, cách trung tâm huyện 32 km về phía nam, có vị trí địa lý:
- Phía đông tiếp giáp huyện Mèo Vạc
- Phía tây tiếp giáp xã Sủng Trái
- Phía bắc tiếp giáp xã Hố Quáng Phìn
- Phía nam tiếp giáp huyện Yên Minh.

Xã Lũng Phìn hiện nay có diện tích 21,19 km², dân số năm 2019 là 4.580 người, mật độ dân cư đạt 216 người/km².

## Hành chính
Xã Lũng Phìn được chia thành 11 thôn: Cán Pẩy Hở A, Cán Pẩy Hở B, Cờ Láng, Cháng Chá Phìn, Mao Sáo Phìn, Sủng Lỳ 1, Sủng Lỳ 2, Sủng Sì, Suối Chín Ván, Suối Mèo Ván, Tủng Trúng Phìn.

## Lịch sử
Năm 1946, thành lập xã Lũng Phìn.
Ngày 5 tháng 7 năm 1961, Hội đồng Chính phủ ban hành Quyết định số 91-CP về việc chia xã Lũng Phìn thành 4 xã: Sảng Tủng, Hố Quáng Phìn, Sủng Trái, Lũng Phìn.
Ngày 15 tháng 12 năm 1962, Hội đồng Chính phủ ban hành Quyết định số 211-CP về việc thành lập huyện Mèo Vạc trên cơ sở tách xã Lũng Phìn thuộc huyện Đồng Văn.
Ngày 21 tháng 12 năm 1982, Hội đồng Bộ trưởng ban hành Quyết định 179-HĐBT về việc tách xã Lũng Phìn của huyện Mèo Vạc sáp nhập vào huyện Đồng Văn.